# Виноградов, Василий Михайлович
Василий Михайлович Виноградов — советский хозяйственный, государственный и политический деятель.

## Биография
Родился в 1905 году в деревне Жировлево. Член ВКП(б) с 1938 года.
С 1923 года — на хозяйственной, общественной и политической работе. В 1923—1955 гг. — землеустроитель Чухломского уездного земельного отдела, Костромского губернского земельного отдела, землеустроитель Красносельского районного земельного отдела, начальник землеустроительного отряда Мологского районного земельного отдела, начальник и старший инспектор по землеустройству Ярославской межрайонной конторы, старший инженер Ярославского областного земельного отдела, начальник управления землеустройства и главным инженером облземотдела, заместитель заведующего сельскохозяйственного отдела Ярославского обкома ВКП(б), первый секретарь Рязанцевского районного комитета ВКП(б), председатель исполкома Ярославского областного Совета депутатов трудящихся, на партийной работе в Москве.
Избирался депутатом Верховного Совета РСФСР 3-го созыва.